# Bulbophyllum lemuraeoides
Bulbophyllum lemuraeoides là một loài thực vật có hoa trong họ Lan. Loài này được H.Perrier mô tả khoa học đầu tiên năm 1937.